# IC 3435
IC 3435 ist eine linsenförmige Zwerggalaxie vom Hubble-Typ dS0 im Sternbild  Coma Berenices am Nordsternhimmel. Sie ist schätzungsweise 13 Millionen Lichtjahre von der Milchstraße entfernt und hat einen Durchmesser von etwa 8.000 Lj. Die Galaxie ist unter der Katalognummer VCC 1304 als Mitglied des Virgo-Galaxienhaufens gelistet.

Im selben Himmelsareal befinden sich u. a. die Galaxien IC 797, IC 3419, IC 3453, IC 3462.
Das Objekt wurde am 7. Mai 1904 von Royal Harwood Frost entdeckt.